# ساحره متین
ساحره متین با نام اصلی شمسی علی‌بابایی (زاده ۲۶ اردیبهشت ۱۳۱۴ – درگذشته ۲۰ شهریور ۱۳۹۰) بازیگر ایرانی تئاتر و سینما و تلویزیون بود.

## زندگی
ساحره متین در سال ۱۳۱۴ در تهران متولد شد. در سال ۱۳۳۸ در رشتهٔ جامعه‌شناسی در مؤسسهٔ مطالعات و تحقیقات اجتماعی دانشکده ادبیات پذیرفته شد. در سال ۱۳۴۳ از دانشگاه تهران در رشته جامعه‌شناسی فارغ‌التحصیل گردید. او در خلال تحصیل در دانشکده در کلاس‌های فن بیان زیر نظر دکتر مهدی فروغ حضور پیدا کرد و کلاس‌های بازیگری را زیر نظر روانشاد آقای علی اصغر گرمسیری، علی نصیریان، عباس جوانمرد و رکن الدین خسروی گذراند و در سال ۱۳۶۷–۱۳۶۶ در کلاس‌های بازیگری حمید سمندریان نیز حضور پیدا کرد. در سال ۱۳۷۵ از وزارت آموزش و پرورش بازنشسته شد.او از سال ۱۳۶۷ تا زمان مرگ  به فعالیت در تئاتر و سینما و تلویزیون پرداخت.

## فیلم‌شناخت

### سینمایی
- ۱ - آژانس شیشه‌ای (۱۳۷۶)
- ۲ - مهر مادری (۱۳۷۶)
- ۳ - بوی پیراهن یوسف (۱۳۷۴)
- ۴ - لیلی با من است (۱۳۷۴)
- ۵ - بلندیهای صفر (۱۳۷۲)
- ۶ - آبادانی‌ها (۱۳۷۱)
- ۷ - مسافران (۱۳۷۰)

### تلویزیونی
- دبیرستان خضراء
- کت جادویی
- کارآگاه شمسی و دستیارش مادام
- مدرسه مادربزرگ‌ها